# Trần Quang Hạ
Trần Quang Hạ (sinh năm 1971) là võ sĩ taekwondo người Việt Nam. Anh là võ sĩ đầu tiên của Việt Nam đoạt Huy chương vàng tại Á vận hội (ASIAD XII năm 1994).

## Tuổi thơ
Trần Quang Hạ khi còn nhỏ tuổi rất ốm yếu. Năm 12 tuổi Trần Quang Hạ chỉ nặng có 24 kg vì nhà nghèo không đủ ăn. Vì quá mê môn võ taekwondo nhưng không có tiền đi học nên anh quyết tâm nhịn ăn sáng để học võ. Cuối cùng anh thuyết phục được mẹ cho học võ khi vừa tròn 13 tuổi. Khi học hết giờ của lớp căn bản, anh nấn ná ở lại học tiếp lớp sau (có thi đấu) vốn chỉ dành cho các anh chị đai nâu trở lên. 
Người thầy đầu tiên của Hạ là ông Nguyễn Văn Vạn. Anh tập luyện võ trong điều kiện khắc nghiệt khi chỉ được bồi bổ bằng những bữa ăn đạm bạc, buổi trưa còn có con cá miếng thịt ít ỏi để ăn qua bữa, còn bữa cơm chiều với anh chỉ là tô cơm nguội ăn với đường cát vàng, hay sang hơn là với đậu phộng. Nhưng anh vẫn quyết chí tập luyện.

## Vinh danh
Khổ luyện và có năng khiếu bẩm sinh, Trần Quang Hạ đã đăng quang tại Giải taekwondo toàn quốc lần đầu tiên năm 1990 và ngay sau đó là được gọi vào đội tuyển quốc gia. Thành công từ đó cứ nhanh chóng trải dài trước mặt anh. Ở kỳ tranh tài quốc tế đầu tiên tại SEA Games 16 tại Philippines 1991, anh xuất sắc đoạt HCV sau ba trận thắng.
Chiếc HCV đó được xem là một nỗ lực lớn của Trần Quang Hạ, bởi trong khi các đối thủ đều thi đấu bằng lối đánh hiện đại (đá trúng giáp kêu lớn là có điểm) thì anh và các võ sĩ VN đều đánh bằng lối cũ (đá phải xoay hông, vặn bàn chân như thi đấu thật ngoài đời) do chưa kịp cập nhật. Chính lối đánh cũ đó cộng với căn bệnh viêm xoang được bác sĩ cho uống Decogel đã khiến anh thi đấu vật vờ và thua ngay từ vòng một ở SEA Games 17 tại Singapore 1993.
Thất bại đó đã khiến anh quyết tâm tập luyện, tìm các biện pháp khắc phục, kể cả tìm đến thọ giáo với các HLV... điền kinh chạy cự ly ngắn, vốn cũng là môn thể thao anh yêu thích. Anh cho rằng "Taekwondo và chạy cự ly ngắn khá tương đồng, đó là sự bùng nổ và sử dụng sức bật của chân. Chính vì vậy tôi đã đi hỏi các HLV điền kinh về cách làm cổ chân nhạy và nhanh hơn để hoàn thiện thêm những đòn đá của mình".
Trần Quang Hạ đã trở lại thảm đấu xuất sắc hơn tại Asiad 12 ở Nhật Bản vào năm 1994 khi anh vô địch, điều đó đã trở thành một cột mốc lịch sử của thể thao Việt Nam.
Một năm sau, tại SEA Games 18 ở Thái Lan, Trần Quang Hạ đoạt tiếp HCV và chính thức tuyên bố giã từ đời võ sĩ.
Trong cuộc bình chọn mang tên "Gương mặt trẻ thành phố 30 năm" là cuộc vận động lấy ý kiến của thanh niên do Thành đoàn Hồ Chí Minh tổ chức từ 23/3 đến hết ngày 15/4/2005 với tổng số 200.496 phiếu bình chọn. Theo đó anh được bình chọn là Gương mặt trẻ thành phố 30 năm trong số 30 gương mặt trẻ tiêu biểu - trên tổng số 38 ứng cử viên thuộc nhiều lĩnh vực công tác - đã được trân trọng tuyên dương.

## Tưởng thưởng
Ngoại trừ bóng đá, còn lại có thể nói Trần Quang Hạ là vận động viên hàng đầu Việt Nam về việc nhận tiền thưởng. Cụ thể:
- Anh nhận được tổng cộng 70 triệu đồng với HCV SEA Games 16
- Nhận được 80 triệu đồng với HCV SEA Games 18.
- Với chiếc HCV Asiad 12, tiền thưởng chính thức chỉ là 2.000 USD, nhưng anh đã ký được một hợp đồng quảng cáo cho Panasonic trị giá 20.000 USD. Đây được xem là trường hợp đầu tiên ký hợp đồng quảng cáo sau khi đoạt HCV taekwondo Asiad Hiroshima.[3]
- Từ đó anh có tiền xây nhà trên miếng đất trị giá 50 lượng vàng mà quận 4 bán giảm giá 20% vào năm 1996.

## Sự nghiệp huấn luyện
Sau khi giã từ thi đấu, anh tiếp tục trở thành huấn luyện viên để đào tạo các tài năng cho Việt Nam. Hiện anh đang làm việc tại Sở Thể dục thể thao Thành phố Hồ Chí Minh. Những võ sĩ do anh đào tạo ngày càng tăng về lượng lẫn chất. Trong đó, nổi bật nhất là Cao Trọng Chinh, Trần Thị Ngọc Bích từng đoạt HCV SEA Games 23, Hoàng Hà Giang vô địch giải trẻ thế giới 2006, võ sĩ Lê Huỳnh Châu tại Olympic Bắc Kinh 2008 và SEA Games 24. Trong đó, Huỳnh Châu (20 tuổi) và Hà Giang (16 tuổi) là kết quả của chương trình "thế hệ vàng" mà anh trực tiếp thí điểm ở môn taekwondo. Hiện anh có một niềm say mê ngoài võ là môn cầu lông

## Thành tích
Trong sự nghiệp thi đấu của mình, anh đã đạt nhiều thành tích to lớn làm vẻ vang cho thể thao Việt Nam như:
- Huy chương đồng hạng cân 58 kg tại giải Vô địch Thế giới 1995;
- Huy chương vàng hạng cân 58 kg tại ASIAD XII năm 1994 tổ chức tại Hiroshima - Nhật Bản năm 1994;
- Huy chương vàng hạng cân 58 kg tại SEA Games lần thứ 16, Manila - Philippines năm 1991;
- Huy chương vàng hạng 58 kg tại SEA Games lần thứ 18, Chiang Mai - Thái Lan năm 1995;
- Được bình chọn là VĐV tiêu biểu các năm: 1991, 1994, 1995.